# Koenraad I van Mazovië
Koenraad I van Mazovië (circa 1187/1188 - 31 augustus 1247) stamde uit de Poolse Piasten-dynastie. Hij was hertog van Mazovië en tweemaal groothertog van Polen.

## Levensloop
Hij was de jongste zoon van groothertog Casimir II van Polen en Helena van Znojmo. Na de dood van zijn vader in 1194 erfde Koenraad het hertogdom Mazovië. Wegens zijn minderjarigheid trad zijn moeder Helena tot in 1199 op als regentes en in 1205 kreeg hij ook het hertogdom Koejavië.
In 1205 versloeg Koenraad samen met zijn oudere broer en groothertog van Polen Leszek I nabij de stad Zawichost prins Roman van Galicië-Wolynië, die sneuvelde. Het was Koenraads grootste militaire overwinning. Nadat er vrede werd gesloten, huwde Koenraad in 1207 met Agatha van Vladimir uit het huis Ruriken. Ze kregen volgende kinderen:
- Przemysł (1207-1228)
- Boleslaw I (1208-1248), hertog van Mazovië
- Ziemowit (1209-1224)
- Casimir I (1210/1213-1267), hertog van Koejavië
- Eudoxia (1222-circa 1240), huwde met graaf Diederik I van Brehna
- Ludmila (1223-?), werd zuster bij de Premonstratenzers
- Salomea (1224-na 1268), werd zuster bij de Clarissen
- Ziemomysł (1225-1241)
- Judith (1222/1227-1257/1263), huwde met hertog Mieszko II de Vette van Opper-Silezië en daarna met hertog Hendrik III van Silezië
- Ziemovit I (1228-1262), hertog van Mazovië
- Mieszko (voor 1235-voor 1237), jong gestorven

Koenraad wilde graag zijn grondgebied vergroten en probeerde daarom tevergeefs om het Kulmerland, dat in handen was van de heidense Pruisen, te veroveren door in 1209 met de steun van paus Innocentius III een kruistocht te organiseren. In 1215 stuurde Koenraad monnik Christiaan van Oliva naar Pruisen in een poging om de Pruisen tot het christendom te bekeren. Dit mislukte echter en na een jaar werd Christiaan door Pruisische troepen verjaagd. Ook in 1219 en in 1222 slaagde Koenraad er niet in om Pruisen te veroveren. Na zijn mislukte veroveringspogingen ontstond er een grensconflict tussen Koenraad en de Pruisen, dat jarenlang zou aanslepen en voornamelijk over het Kulmerland ging. 
Bij dit conflict deden de Pruisen verschillende aanvallen in het noorden van Mazovië, wat voor een instabiele situatie zorgde. Koenraad probeerde deze situatie terug te stabiliseren en riep daarom in 1226 de hulp in van de Duitse Orde om tegen de Pruisen te vechten. In ruil kende hij Kulmerland toe aan de Duitse Orde als ze het gebied konden veroveren. De Teutoonse ridders binnen de Duitse Orde zagen het echter niet echt zitten om de Pruisen aan te vallen en op advies van Christiaan van Oliva richtte Koenraad in 1228 een eigen orde op: de Orde van Dobrzyń. Met deze orde deed Koenraad opnieuw een kruistocht naar Pruisen, maar hij werd verslagen. Omdat hij een Pruisische invasie niet zag zitten, tekende Koenraad in 1230 het Verdrag van Kuschwitz. Op voorwaarde dat hij de onafhankelijkheid van de Pruisen erkende, kreeg Koenraad Kulmerland, dat hij aan de Duitse Orde en aan de orde van Dobrzyń schonk. In 1234 werd de macht van de Duitse Orde over het gebied door paus Gregorius IX erkend.
Nadat zijn broer Leszek in 1227 was vermoord, kwam Koenraad met de nieuwe groothertog Wladislaus III in conflict over de heerschappij van Polen. Nadat hij in 1229 Wladislaus versloeg, werd Koenraad groothertog van Polen. In 1232 veroverde echter zijn verre familielid hertog Hendrik I van Silezië Krakau, waarna hij groothertog van Polen werd. In 1238 stierf Hendrik I en in 1241 sneuvelde diens zoon Hendrik II. Koenraad volgde Hendrik II op als groothertog van Polen. In 1243 werd Koenraad echter verslagen door zijn neef Bolesław V, die ook de Poolse troon trachtte te bemachtigen. Daarna was hij alleen nog hertog van Mazovië, wat hij bleef tot aan zijn dood in 1247.

## Voorouders
| Voorouders van Koenraad I van Mazovië | Voorouders van Koenraad I van Mazovië                                          | Voorouders van Koenraad I van Mazovië                                          | Voorouders van Koenraad I van Mazovië                                 | Voorouders van Koenraad I van Mazovië                                 |
| ------------------------------------- | ------------------------------------------------------------------------------ | ------------------------------------------------------------------------------ | --------------------------------------------------------------------- | --------------------------------------------------------------------- |
| Overgrootouders                       | Wladislaus I Herman van Polen (1043-1102) ∞ Judith Přemysl (1057-1086)         | Hendrik van Berg-Schelklingen (1050-1113) ∞ Adelheid van Mochental (-)         | Lutold (-112) ∞ Ida van Babenberg (–112)                              | Uroš I (1080-1130) ∞ Anna Diogenissa (-)                              |
| Grootouders                           | Bolesław III van Polen (1073-1113) ∞ Salomea van Berg-Schelklingen (1101-1144) | Bolesław III van Polen (1073-1113) ∞ Salomea van Berg-Schelklingen (1101-1144) | Koenraad II van Moravië (-1161) ∞ Maria van Servë (-)                 | Koenraad II van Moravië (-1161) ∞ Maria van Servë (-)                 |
| Ouders                                | Casimir II van Polen (1138-1194) ∞ Helena van Znojmo (1141-1202/1206)          | Casimir II van Polen (1138-1194) ∞ Helena van Znojmo (1141-1202/1206)          | Casimir II van Polen (1138-1194) ∞ Helena van Znojmo (1141-1202/1206) | Casimir II van Polen (1138-1194) ∞ Helena van Znojmo (1141-1202/1206) |
| Koenraad I van Mazovië (1187-1247)    |                                                                                |                                                                                |                                                                       |                                                                       |

Siemowit · Lestko · Siemomysł · Mieszko I · Bolesław I · Mieszko II Lambert · Bezprym · Mieszko II Lambert · Casimir I · Bolesław II · Wladislaus I Herman · Zbigniew · Bolesław III · Wladislaus II · Bolesław IV · Mieszko III · Casimir II · Leszek I · Wladislaus III · Mieszko IV · Koenraad · Hendrik I · Hendrik II · Koenraad · Bolesław V · Leszek II · Hendrik IV · Przemysł II · Wenceslaus II · Wenceslaus III · Wladislaus I · Casimir III · Lodewijk · Hedwig · Wladislaus II Jagiello · Wladislaus III · Casimir IV · Jan I Albrecht · Alexander · Sigismund I · Sigismund II August I · Hendrik · Anna · Stefanus Báthory · Sigismund III · Wladislaus IV · Jan II Casimir · Michaël Korybut Wiśniowiecki · Jan III Sobieski · August II · Stanislaus I Leszczyński · August II · Stanislaus I Leszczyński · August III · Stanislaus II August Poniatowski